# Caresse érotique
Pour les articles ayant des titres homophones, voir Caresses et Carresse.

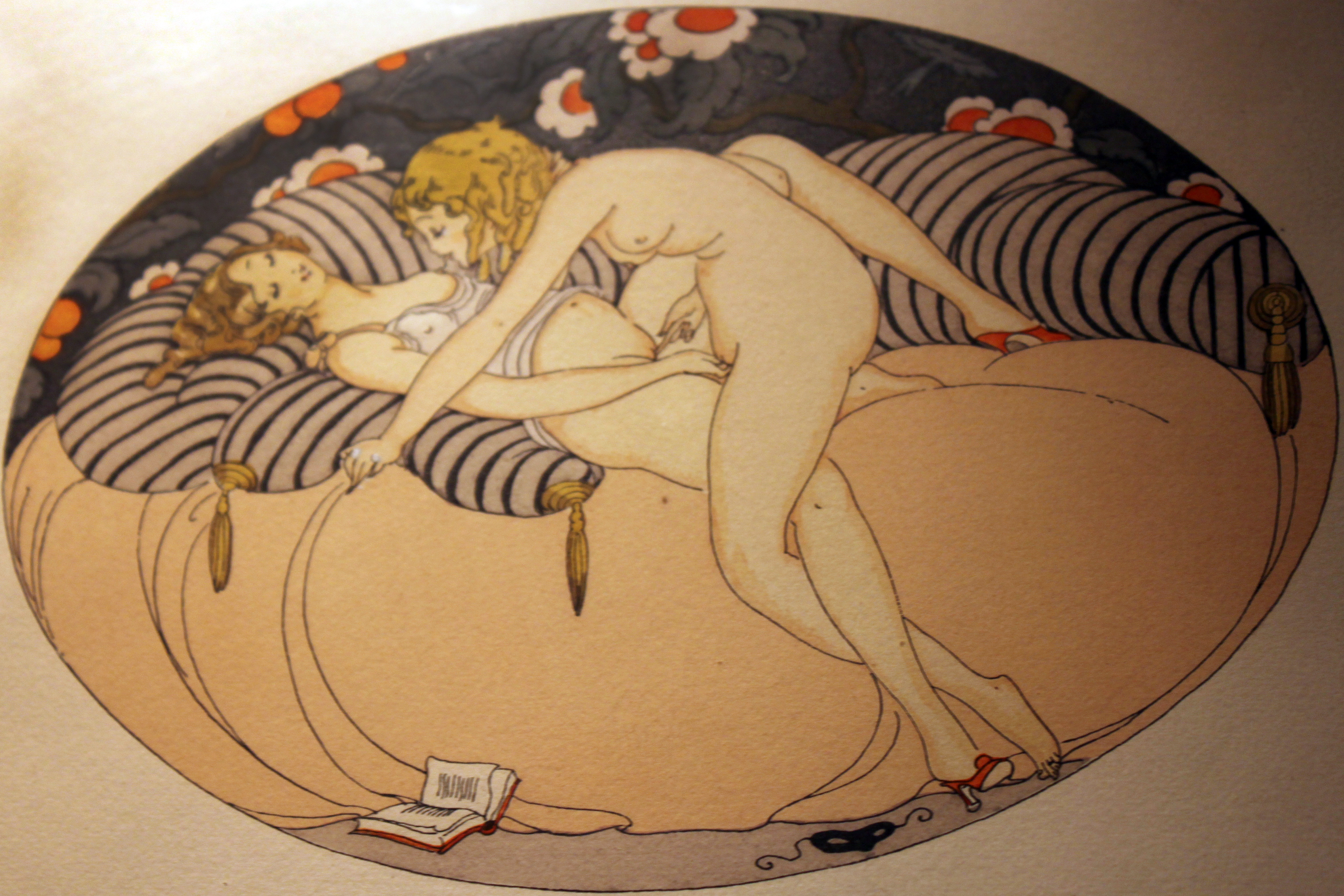
Une peinture de Gerda Wegener de 1925 représentant deux femmes se livrant à des caresses au lit.

Une caresse érotique (ou pelotage) est un attouchement de nature sexuelle. Elle désigne des caresses constituant une activité ou excitation sexuelle sans pénétration. 

## Physiologie
Une étude de neurobiologie menée par des scientifiques de l’Institut Zuckerman de Columbia et deux institutions partenaires et parue dans la revue Cell en 2023 met en évidence un chemin neurobiologique complet depuis la stimulation des cellules nerveuses de la peau et le trajet de l'information jusqu'aux centres du plaisir dans le cerveau.

## Place dans la définition d'un rapport sexuel
Dans une enquête de sexologie menée en France en 1996 auprès d'une population de jeunes de 15 à 18 ans, Brigitte Lhomond remarque que 19% des jeunes interrogés n'avaient encore jamais pratiqué la pénétration, mais avaient déjà échangé des caresses sur le sexe avec un ou une partenaire, et que parmi ces 19%, 89% considéraient qu'ils n'avaient pas encore eu de rapport sexuel. Les jeunes interrogés avaient donc tendance à considérer qu'un rapport sexuel implique nécessairement un coït et une pénétration,  alors que selon la sexologue ils pouvaient être considérés comme déjà sexuellement actifs.
Selon la sexologue Catherine Solano, dans la mesure où un rapport sexuel n'est pas une affaire de performance mais un moment de partage, les caresses sont importantes car elles sont différentes pour chacun et créent un monde propre aux partenaires qui les échangent.
Les caresses sont souvent considérées comme faisant partie des préliminaires dans un rapport sexuel. Mais la place et la notion même des préliminaires sont parfois remises en cause depuis les années 2010, car elles impliquent une hiérarchisation des gestes qui conduit à négliger les caresses alors que les études de sexologie montrent leur importance pour le plaisir sexuel,,.

## Zones érogènes

Les différentes zones érogènes chez la femme et l'homme.

Les caresses érotiques privilégient en général les zones érogènes les plus sensibles : clitoris, vagin, gland du pénis, bouche/lèvres, seins/mamelons, etc. 

## Types de caresses
Il existe plusieurs types de caresses. Certaines caresses sont faites dans des buts sexuels ou sensuels.

### Tribadisme

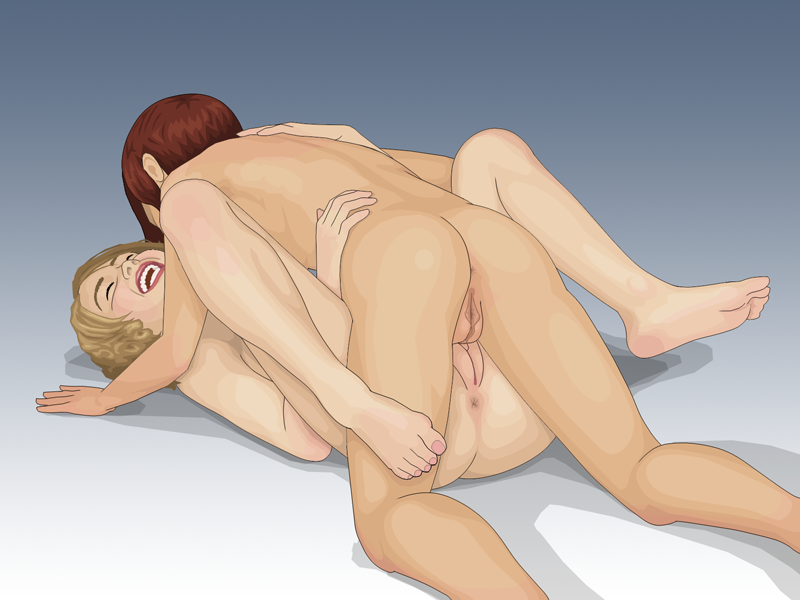
Femmes pratiquant le tribadisme dans la position du missionnaire.

Le tribadisme est une pratique sexuelle entre femmes qui consiste à se frotter mutuellement la vulve, le clitoris, afin d'obtenir, par le frottement, du plaisir, voire l'orgasme,
ou à obtenir le plaisir et l'orgasme par le frottement contre une cuisse, contre un sein, contre l'os pubien.

### Frottage

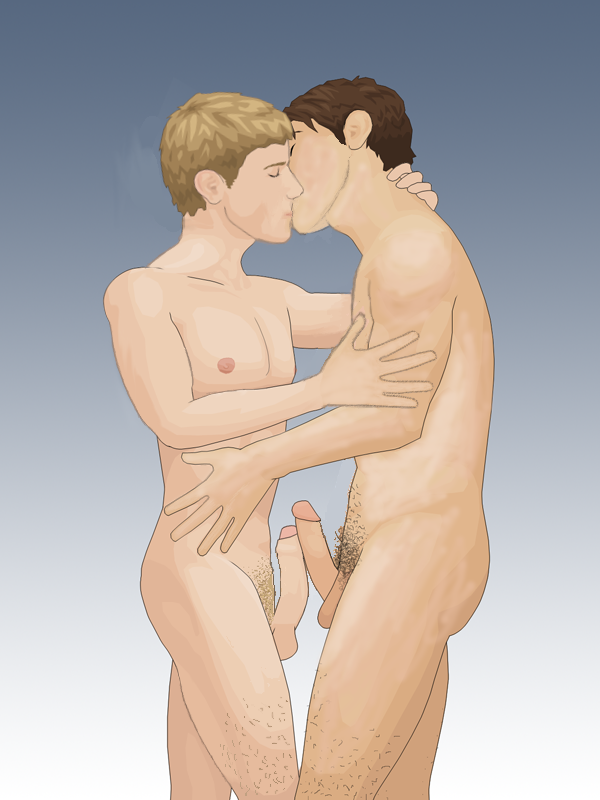
Deux hommes pratiquant le frottage de leurs pénis l'un contre l'autre.

Le frottage est une activité sexuelle entre hommes qui implique généralement un contact pénis à pénis. Il stimule mutuellement et simultanément les organes génitaux des deux partenaires en produisant une friction généralement agréable sur le faisceau nerveux du frein situé sous la verge de chaque homme, juste en dessous de l'ouverture urinaire (méat) du gland du pénis.

### Humping
Le humping est un type de caresse sensuel et fait partie du frotteurisme. Il désigne l'acte d'un plaisir sexuel avec un ou plusieurs partenaires, nus ou pas, sans pénétration sexuelle. Il peut inclure l'usage de chaque partie du corps comme les fesses, les seins, les pieds, les mains, les genoux et les organes sexuels.
Il existe plusieurs raisons pour qu'un couple utilise le humping. Ces raisons impliquent l'excitation sexuelle sans pénétration comme méthode de gratification sexuelle parfois dans le but de préserver la virginité, ou comme autre forme de sécurisexe.

### Masturbation mutuelle
La masturbation mutuelle désigne un acte sexuel durant lequel un ou plusieurs individus se stimulent sexuellement, habituellement à l'aide de leurs mains. Elle peut être pratiquée lorsqu'un participant ne se sent physiquement pas apte à engager une relation sexuelle. Elle peut se pratiquer pour tout individu de tout sexe. Lorsque cette pratique est utilisée comme alternative à la pénétration, c'est souvent pour préserver la virginité ou éviter la grossesse,. Certains partenaires sexuels peuvent choisir cette technique car elle les satisfait sexuellement.

### Baiser
Un baiser peut être considéré comme un type de caresse qu'on donne et qu'on reçoit, l'important n'étant pas tant le mouvement précis que l'envie de créer des sensations chez l'autre. Un baiser peut consister notamment à caresser les lèvres de l'autre avec ses lèvres. Les baisers peuvent se donner sur tout le corps de l'autre, y compris sur le visage.

### Bifle ou chaffle
La bifle (gifler son/sa partenaire avec son pénis) ou la chaffle (gifler son/sa partenaire avec ses lèvres vaginales) sont des caresses érotiques contemporaines démocratisées par l’industrie pornographique.

## Représentations artistiques

### Littérature

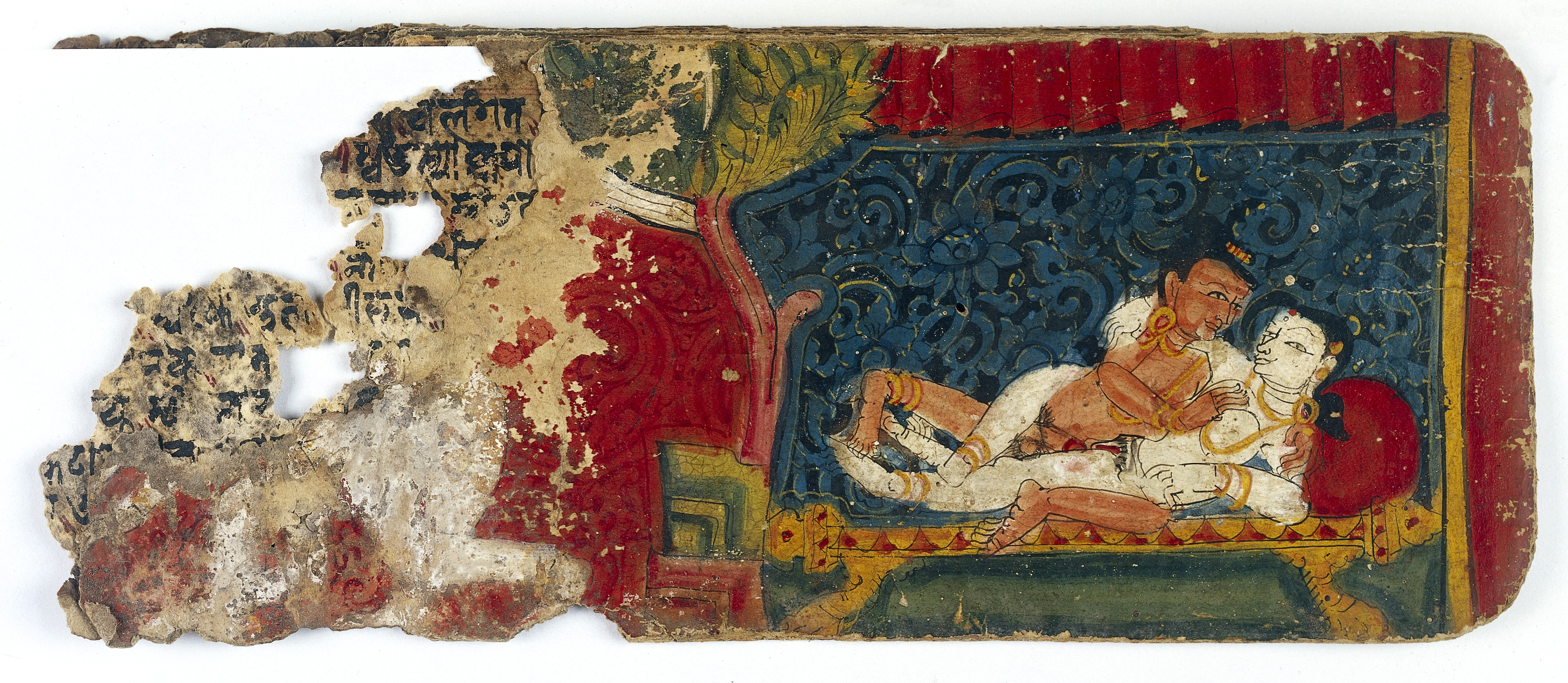
Manuscrit népalais du Kamasutra montrant un homme et une femme qui se caressent. Manuscrit MS Indic alpha 1948, Wellcome Collection.

Le Kamasutra, traité écrit entre les VIe et VIIe siècles en Inde ancienne et attribué à Vâtsyâyana, évoque de nombreux aspects de la vie privée de l'aristocratie de l'époque, de la séduction à la musique et aux parfums en passant par les pratiques sexuelles, dont les câlins érotiques.
En 1883, l'écrivain français Guy de Maupassant publie dans Gil Blas la nouvelle Les Caresses qui décrit un échange épistolaire entre un amant et sa maîtresse au sujet des relations sexuelles et en particulier des caresses.